# Radbot

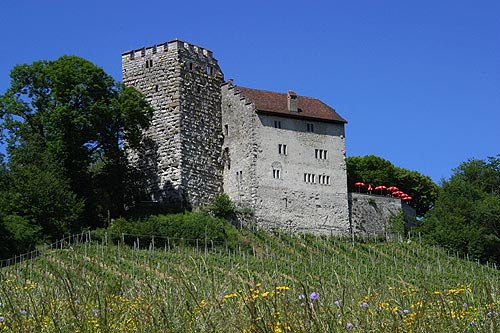
Castello di Habsburg.

Radbot (985 – 1045), anche conosciuto come Radbot di Klettgau, era il conte di Klettgau. È considerato il fondatore della Casa d'Asburgo.

## Biografia
Radbot era probabilmente il secondo figlio di Lanzellino di Klettgau, figlio di Guntram il Ricco, e di sua moglie, Luitgarda di Nellenbourg, figlia di Eberdo III, conte di Nellenbourg. Suo fratello era Werner I d'Asburgo, vescovo di Strasburgo.
Su di lui circola una leggenda secondo la quale Radbot, andato a caccia, perse il suo falco (in tedesco "Habicht"). Andò a cercarlo, e dopo molto tempo lo ritrovò sul Wülpelsberg, una collina vicino al fiume Aare. Lì riconobbe il potenziale difensivo di quel posto strategico, dotato di buona vista in ogni direzione, e di conseguenza vi fece costruire il suo castello, in collaborazione con suo fratello.
La sua figura è riportata anche nelle Deutsche Sagen dei fratelli Grimm su base di fonti medievali.

## Matrimonio
Nel 1010 sposò Ita di Lotaringia (23 luglio 995-1027), figlia del duca Federico I dell'Alta Lorena e Beatrice di Francia. Ebbero quattro figli:
- Ottone I, conte im Sundgau (1015–1046);
- Adalberto I, conte d'Asburgo (1016–1056);
- Werner II, conte d'Asburgo (1025-11 novembre 1096);
- Richenza d'Asburgo, sposò Ulrico II di Lenzburg

## Ascendenza
|                          |                                  |           | Genitori |  |  | Nonni            |  |  | Bisnonni         |  |
|                          |                                  |           |          |  |  | Guntram il Ricco |  |  | Ugo I di Nordgau |  |
|                          |                                  |           |          |  |  | Guntram il Ricco |  |  | Ugo I di Nordgau |  |
|                          |                                  | Hildegard |          |  |  | Guntram il Ricco |  |  |                  |  |
| Lanzellino d'Asburgo     |                                  |           |          |  |  | Guntram il Ricco |  |  |                  |  |
|                          |                                  | …         | …        |  |  |                  |  |  |                  |  |
|                          |                                  | …         | …        |  |  |                  |  |  |                  |  |
|                          |                                  | …         | …        |  |  |                  |  |  |                  |  |
| Radbot di Klettgau       |                                  | …         |          |  |  |                  |  |  |                  |  |
|                          | Eberdo III, conte di Nellenbourg | …         |          |  |  |                  |  |  |                  |  |
|                          | Eberdo III, conte di Nellenbourg | …         |          |  |  |                  |  |  |                  |  |
|                          | Eberdo III, conte di Nellenbourg | …         |          |  |  |                  |  |  |                  |  |
| Luitgarda di Nellenbourg | Eberdo III, conte di Nellenbourg |           |          |  |  |                  |  |  |                  |  |
|                          |                                  | …         | …        |  |  |                  |  |  |                  |  |
|                          |                                  | …         | …        |  |  |                  |  |  |                  |  |
|                          |                                  | …         | …        |  |  |                  |  |  |                  |  |
|                          |                                  | …         |          |  |  |                  |  |  |                  |  |